# Gakuran

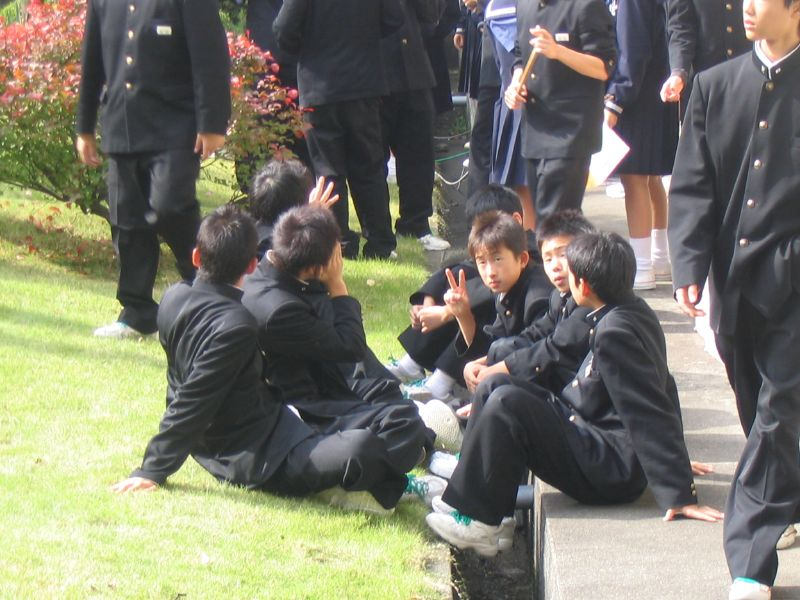
Élève de middle school en gakuran à Toyama.

Le gakuran (学ラン), tsume-eri (詰め襟), est un des uniformes caractéristiques des élèves masculins au collège et dans le secondaire au Japon. Son pendant pour les élèves féminins est le sailor fuku.

## Étymologie et histoire

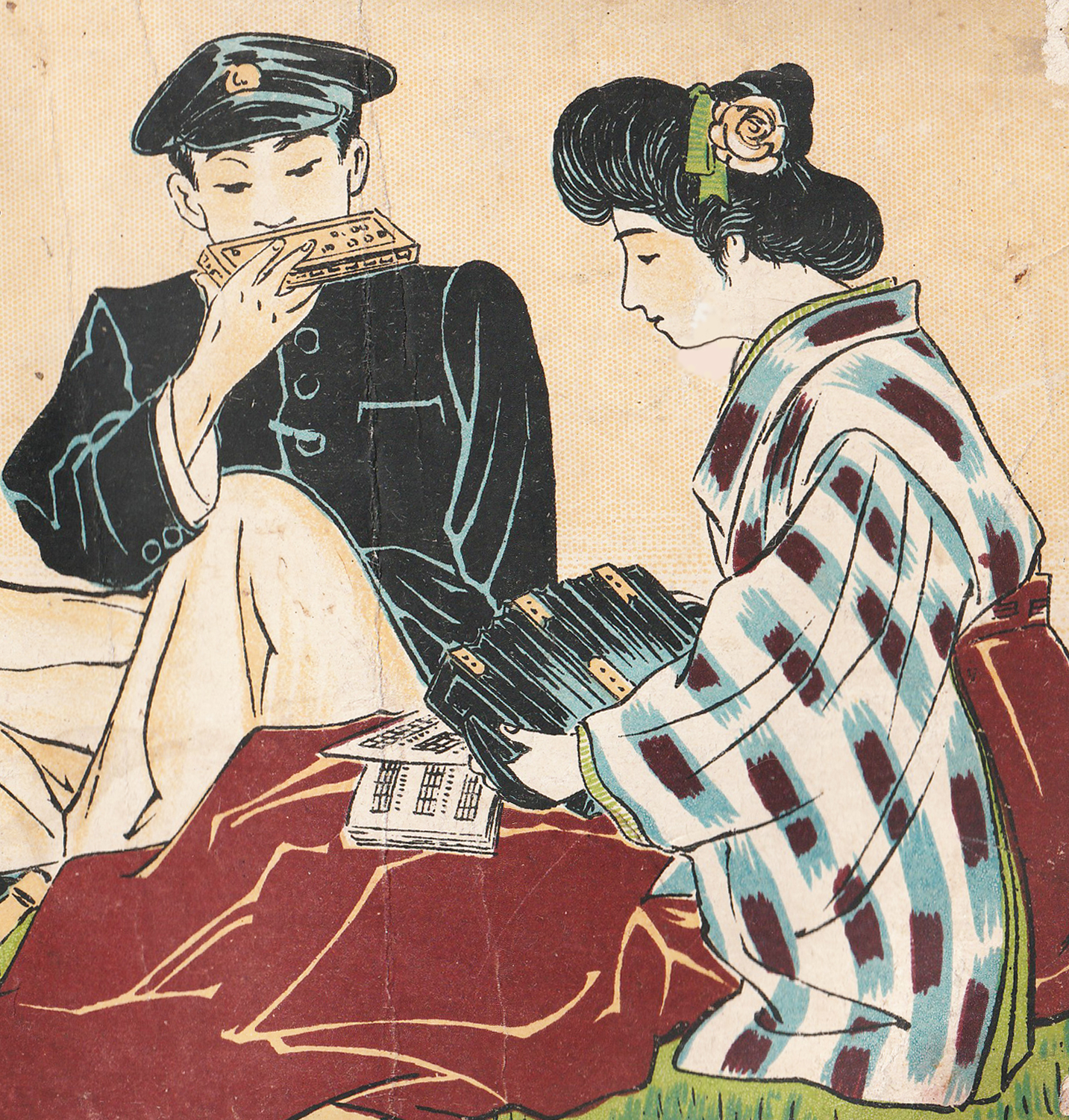
Étudiants pendant l'ère Meiji, en 1899.

Le gakuran est inspiré des uniformes de l'ancienne armée de Prusse. Son nom combine les mots gaku (学) qui signifie « études » ou « étudiant », et ran (ラン／蘭) qui signifie « Hollande » ou plus généralement, l'Occident ; gakuran signifie donc « uniforme d'étudiant occidental ». Son autre nom, tsume-eri, signifie « col dur », allusion au col de la veste.
Il puiserait ses origines dans l'uniforme imposé à l'Université impériale (aujourd'hui Université de Tokyo) en 1886. Il a été également imposé aux élèves en Corée du Sud et avant 1950 en Chine pendant la colonisation de ces pays par le Japon.
Le gakuran est cependant de plus en plus remplacé par d'autres types d'uniformes. En 2016, ils représentaient environ 30% des achats d'uniformes contre 70% pour les blazers qui se sont généralisés à partir des années 1980.

## Description
Il se compose d'une veste à col droit boutonnée de haut en bas et d'un pantalon droit uni. Les boutons sont souvent décorés de l'emblème de l'établissement. L'uniforme est souvent noir mais il peut aussi être bleu marine. Une ceinture noire ou de couleur sombre peut compléter la tenue ; dans certains établissements, le col porte un bouton supplémentaire avec un symbole représentant la classe de l'élève. Les chaussures portées avec l'uniforme sont généralement des penny loafers (des mocassins à talons larges) ou des sneakers.

## Culture populaire
Comme le sailor fuku, littéralement « uniforme de marin », son homologue féminin, le gakuran est associé à l'image des écoliers japonais. Une coutume répandue consiste à offrir le second bouton de sa veste à une fille que l'on aime en guise de déclaration d'amour. Selon une théorie, cette coutume tirerait son origine dans un roman de Taijun Takeda. 
Certains mangas et animes japonais mettent en scène des élèves du secondaire en gakuran, par exemple School Rumble, Kuroko's Basket, Yu Yu Hakusho, ou encore Mob Psycho 100. Les héros ou les durs-à-cuire s'y distinguent souvent par des uniformes d'une couleur un peu différente (comme dans Le Collège fou fou fou alias Kimengumi) ou ayant subi des modifications comme des rallongements ou des raccourcissements. Les mangas récents reflètent cependant la tendance actuelle des établissements scolaires japonais à abandonner l'uniforme traditionnel et à habiller leurs élèves avec des uniformes plus occidentaux composés d'une chemise, d'une veste, d'un pantalon et d'une cravate.